# Canton de Villefort
Le canton de Villefort était une division administrative française, située dans le département de la Lozère et la région Languedoc-Roussillon.

## Composition
| Nom                   | Code Insee | Intercommunalité | Superficie (km2) | Population (dernière pop. légale) | Densité (hab./km2) |
| --------------------- | ---------- | ---------------- | ---------------- | --------------------------------- | ------------------ |
| Villefort (chef-lieu) | 48198      | CC Mont-Lozère   | 7,35             | 587 (2014)                        | 80                 |
| Altier                | 48004      | CC Mont-Lozère   | 54,45            | 208 (2014)                        | 3,8                |
| La Bastide-Puylaurent | 48021      | CC Mont-Lozère   | 24,19            | 171 (2014)                        | 7,1                |
| Pied-de-Borne         | 48015      | CC Mont-Lozère   | 27,89            | 211 (2014)                        | 7,6                |
| Pourcharesses         | 48117      | CC Mont-Lozère   | 31,79            | 113 (2014)                        | 3,6                |
| Prévenchères          | 48119      | CC Mont-Lozère   | 62,75            | 259 (2014)                        | 4,1                |
| Saint-André-Capcèze   | 48135      | CC Mont-Lozère   | 9,85             | 172 (2014)                        | 17                 |

## Démographie
| 1962  | 1968  | 1975  | 1982  | 1990  | 1999  | 2006  | 2011  | 2012  |
| ----- | ----- | ----- | ----- | ----- | ----- | ----- | ----- | ----- |
| 3 970 | 2 424 | 1 985 | 1 897 | 1 748 | 1 649 | 1 799 | 1 732 | 1 738 |

## Représentation
Sources : Annuaires du département de la Lozère. https://gallica.bnf.fr/ark:/12148/cb326955871/date

### Conseillers généraux de 1833 à 2015
| Période      | Période      | Identité                                                          | Étiquette                       | Qualité |
| ------------ | ------------ | ----------------------------------------------------------------- | ------------------------------- | --- |
| 1833         | 1848         | Jules de Chapelain                                                |                                 | Ancien Sous-Préfet à Mende et à Marvejols Propriétaire du Château du Champ, à Altier                                                                                          |
| 1848         | 1858         | Amédée Balmelle                                                   |                                 | Juge de paix des Vans (Ardèche) Propriétaire, maire de Villefort (1852-1855)                                                                                                  |
| 1858         | 1874         | Aldebert de Chambrun                                              | Centre gauche puis Centre droit | Préfet Député (1857-1876) Président du Conseil Général (1871-1873) Sénateur (1876-1879)                                                                                       |
| 1874         | 1880         | Baron Joseph de Chapelain de Gras Saint-Sauveur, Marquis du Champ | Droite                          | Propriétaire du Château du Champ, à Altier, conseiller d'arrondissement |
| 1880         | 1893 (décès) | Xavier Bourrillon                                                 | Républicain                     | Industriel Député (1876-1877, 1881-1885 et 1886-1889) Maire de Mende (1888-1893)                                                                                              |
| 10 juil.1893 | 1895 (décès) | Paul Jaffard (1855-1895)                                          | Républicain                     | Ancien avocat, conseiller à la Cour d'appel, Nîmes |
| 1895         | 1910         | Ernest Malafosse                                                  | Rad.                            | Magistrat Maire de Mende (1904-1908) |
| 1910         | 1934         | Léon Almeras (1866-1942)                                          | URD                             | Notaire, maire de Villefort, conseiller d'arrondissement |
| 1934         | 1940         | Clovis Teissier (1889-1955)                                       | Rad.                            | Industriel Maire de Villefort (1929-1941) |
|              |              |                                                                   |                                 | |
| 1942         | 1945         | Cyprien Almeras (1900-1978)                                       |                                 | Médecin Nommé conseiller départemental en 1942 |
|              |              |                                                                   |                                 | |
| 1945         | 1955         | Cyprien Almeras                                                   | DVD                             | Médecin Président du Conseil Général (1953-1954) |
| 1955         | 1979         | Henri Almeras                                                     | DVD puis RPR                    | Maire de Villefort (1971-1977) |
| 1979         | 1994         | Jean-Marie Chazalette (1922-2003)                                 | DVD                             | Maire de Prévenchères |
| 1994         | 2015         | Jean de Lescure                                                   | DVD                             | Apiculteur Maire de Saint-André-Capcèze Président de la Communauté de communes de Villefort Premier Vice-Président du Conseil Général Président du Parc national des Cévennes |

### Conseillers d'arrondissement (de 1833 à 1940)
| Période                                  | Période | Identité                                                                      | Étiquette           | Qualité |
| ---------------------------------------- | ------- | ----------------------------------------------------------------------------- | ------------------- | --- |
| 1833                                     | 1839    | M. Teissier                                                                   |                     | Expert-géomètre, Prévenchères                                                                               |
| 1839                                     | 1845    | Lucien Victorien Bonnet Mazimbert                                             |                     | Maire de Villefort (1837-1841)                                                                              |
|                                          |         |                                                                               |                     | |
| av.1852                                  | 1855    | Jean Étienne Laurans                                                          |                     | Propriétaire, maire de Pied-de-Borne                                                                        |
| 1855                                     | 1861    | Baron Joseph de Chapelain de Gras Saint-Sauveur, Marquis du Champ (1827-1899) | Droite              | Propriétaire du Château du Champ, à Altier                                                                  |
| 1861                                     | 1877    | Georges Hubert Camille Couderc (1803-1877)                                    |                     | Négociant, maire de Villefort, Président du Conseil d'arrondissement                                        |
| 1877                                     | 1880    | Louis-Adolphe Laurans                                                         |                     | Maire des Balmelles                                                                                         |
| 1880                                     | 1895    | Jean-Clément Reboul                                                           |                     | Directeur des messageries, maire de Villefort                                                               |
| 1895                                     | 1901    | Jean-Clément Castanier                                                        |                     | Négociant à Villefort, suppléant du juge de paix                                                            |
| 1901                                     | 1910    | Léon Alméras                                                                  | Droite              | Notaire, maire de Villefort                                                                                 |
| 1910                                     | 1913    | Jean-Baptiste Roux                                                            | Libéral             | Négociant à Prévenchères                                                                                    |
| 1913                                     | 1925    | Jean-Baptiste André                                                           | Gauche              | Employé d'industrie à Villefort                                                                             |
| 1925                                     | 1937    | Paul Dayres                                                                   | Républicain libéral | Cafetier à Villefort                                                                                        |
| 1937                                     | 1940    | Aimé Roux                                                                     | URD                 | Adjoint au maire de Prévenchères                                                                            |
| 1940                                     |         |                                                                               |                     | Les conseils d'arrondissement ont été suspendus par la loi du 12 octobre 1940 et n'ont jamais été réactivés |
| Les données manquantes sont à compléter. |         |                                                                               |                     | |